# Iran Air-vlucht 655

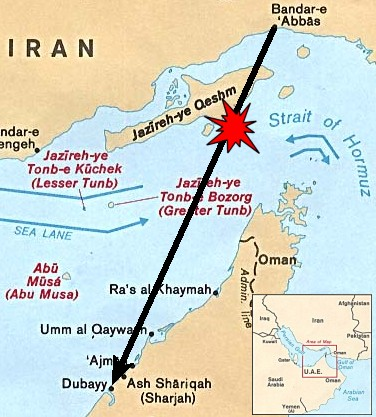
Weergave van de geplande route van Iran Air-vlucht 655 en de locatie waar het is neergeschoten.

Iran Air vlucht 655 (IR655)  was een passagiersvlucht vanuit Teheran naar Dubai via Bandar Abbas, uitgevoerd door een Airbus A300-B2 van Iran Air. Op 3 juli 1988 werd het vliegtuig in het tweede deel van de vlucht neergeschoten door de Amerikaanse kruiser USS Vincennes in de Perzische Golf. Hierbij kwamen alle 290 inzittenden om.
Op de USS Vincennes zou het vliegtuig zijn aangezien voor een Iraanse F-14-onderscheppingsjager. Om een aanval door het toestel te voorkomen werden er twee raketten op afgevuurd. Het vliegtuig is nooit positief geïdentificeerd. De Amerikaanse marine heeft nooit het volledige verhaal vrijgegeven omtrent de ramp. Volgens de Iraanse regering wisten de Amerikanen wel degelijk dat het om een passagiersvliegtuig ging.
In 1996 bereikten de VS en Iran een overeenkomst bij het Internationaal Gerechtshof waar de Verenigde Staten erkende dat het ongeluk een vreselijke menselijke tragedie was en zijn diepe spijt betuigde over de vele verloren levens bij het ongeluk. Deel van de overeenkomst was dat de Verenigde Staten niet wettelijk aansprakelijk werd gesteld, maar wel op vrijwillige basis een totaalbedrag van 61,8 miljoen dollar zou betalen als compensatie aan de families van de slachtoffers.
Bij de ramp kwamen zestien bemanningsleden en 274 passagiers, onder wie 66 kinderen, om het leven. De slachtoffers waren afkomstig uit zes verschillende landen.

## Nationaliteiten
De passagiers en bemanning aan boord hadden de volgende nationaliteiten:
| Nationaliteit                | Passagiers | Bemanning | Totaal |
| ---------------------------- | ---------- | --------- | ------ |
| Iran                         | 238        | 16        | 254    |
| Verenigde Arabische Emiraten | 13         |           | 13     |
| India                        | 10         |           | 10     |
| Pakistan                     | 6          |           | 6      |
| Joegoslavië                  | 6          |           | 6      |
| Italië                       | 1          |           | 1      |
| Totaal                       | 274        | 16        | 290    |

## Vergelijkbare rampen
- Aerolinee Itavia-vlucht 870, een Italiaans vliegtuig dat op 27 juni 1980 door een Franse raket werd neergehaald.
- Korean Air-vlucht 007 werd op 1 september 1983 boven de Sovjet-Unie neergehaald door een Russisch jachtvliegtuig, nadat het door een navigatiefout een verboden deel van het luchtruim van de Sovjet-Unie was binnengevlogen.
- Siberia Airlines-vlucht 1812 werd op 4 oktober 2001 boven de Zwarte Zee neergeschoten met een S-200-luchtdoelraket, tijdens een militaire oefening van het Oekraïense leger op de Krim.
- Malaysia Airlines-vlucht 17 werd op 17 juli 2014 neergeschoten. Het toestel werd getroffen door een in Oost-Oekraïne vanaf de grond afgevuurde Boek-raket.[1]
- Ukraine International Airlines-vlucht 752 werd op 8 januari 2020 net na opstijgen in de buurt van Teheran neergeschoten door een vanaf de grond afgevuurde raket van het Iraanse leger.